# Deutschland sucht den Superstar/Staffel 4

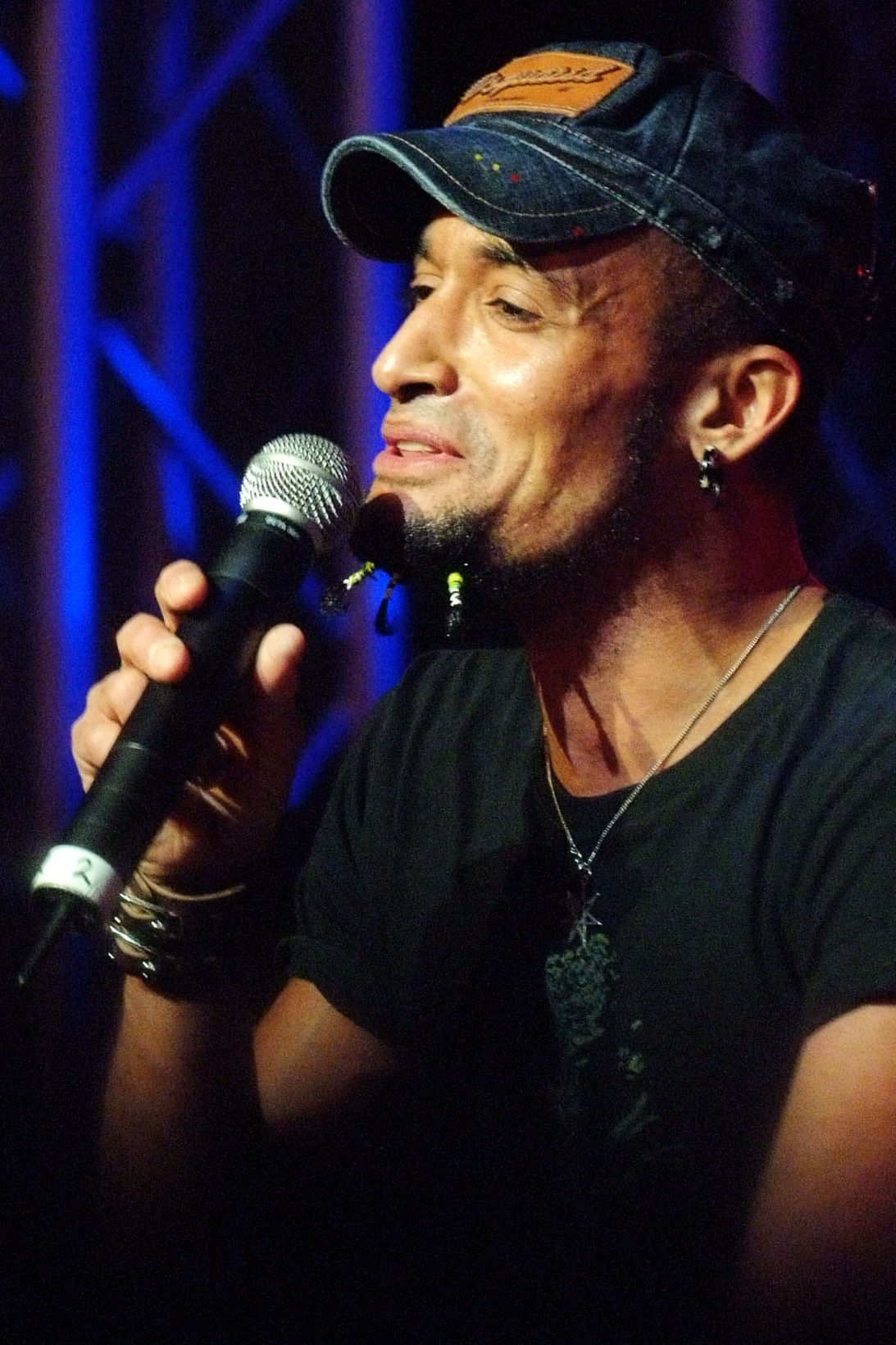
Mark Medlock, Sieger der vierten Staffel (2009)

Die vierte Staffel der deutschen Gesangs-Castingshow Deutschland sucht den Superstar wurde vom 10. Januar bis zum 5. Mai 2007 im Programm des Fernsehsenders RTL ausgestrahlt. Moderatoren waren Tooske Ragas und Marco Schreyl. Die Jury war mit Dieter Bohlen und Heinz Henn besetzt; Sylvia Kollek wurde durch Anja Lukaseder ersetzt. Im Finale gewann Mark Medlock vor Martin Stosch.

## Hintergrund
Mitte Juli 2006 begann die Bewerbungsphase für Interessierte zwischen 16 und 30 Jahren. Ab Herbst 2006 starteten die Castings in Berlin, Dresden, Frankfurt, Hamburg, Köln, München und Stuttgart. Kandidaten konnten sich zudem per selbstgedrehtem Video mit einer Gesangsprobe auf clipfish.de bewerben und ein Vocalcoaching gewinnen. Anschließend mussten sie sich wie andere Kandidaten vor der Jury präsentieren. Dieser DSDS Clip-Contest endete am 22. Oktober 2006. Es bewarben sich über 28.000 Kandidaten.
Anja Lukaseder nahm die Position von Sylvia Kollek in der Jury ein, da diese sich auf ihre Firma konzentrieren wollte. Die Top-20-Shows, welche ab Anfang Februar 2007 ausgestrahlt wurden, moderierte lediglich Marco Schreyl, da Tooske Ragas aufgrund ihrer Schwangerschaft pausierte. Sie trat erst zu den Liveshows ab dem 24. Februar 2007 wieder als Moderatorin auf.

## Einschaltquoten
Eine unvollständige Auflistung gemessener Einschaltquoten und Marktanteile veranschaulicht die folgende Tabelle:
| Datum                                         | Zuschauer | Zuschauer       | Marktanteil | Marktanteil     | Quelle |
| Datum                                         | Gesamt    | 14 bis 49 Jahre | Gesamt      | 14 bis 49 Jahre | Quelle |
| --------------------------------------------- | --------- | --------------- | ----------- | --------------- | ------ |
| 10. Januar 2007 (Mittwoch)                    | 6,24 Mio. | 4,33 Mio.       | 17,9 %      | 31,3 %          | [ 5 ]  |
| 13. Januar 2007 (Samstag)                     | 6,52 Mio. | 4,33 Mio.       | 20,1 %      | 36,4 %          | [ 6 ]  |
| 17. Januar 2007 (Mittwoch)                    | 7,31 Mio. | 5,25 Mio.       | 21,0 %      | 38,0 %          | [ 7 ]  |
| 24. Januar 2007 (Mittwoch)                    | 7,43 Mio. | 5,18 Mio.       | –           | 37,2 %          | [ 8 ]  |
| 27. Januar 2007 (Samstag)                     | 6,29 Mio. | 4,20 Mio.       | –           | –               | [ 9 ]  |
| 31. Januar 2007 (Mittwoch)                    | 7,01 Mio. | 4,95 Mio.       | 20,6 %      | 36,4 %          | [ 10 ] |
| 7. Februar 2007 (Mittwoch, erste Top-20-Show) | 6,00 Mio. | 4,16 Mio.       | 17,5 %      | 29,9 %          | [ 11 ] |
| 14. Februar 2007 (Mittwoch)                   | 5,61 Mio. | 3,83 Mio.       | 16,9 %      | 29,4 %          | [ 12 ] |
| 24. Februar 2007 (Samstag, erste Mottoshow)   | 5,79 Mio. | 3,77 Mio.       | 17,9 %      | 30,3 %          | [ 13 ] |
| 10. März 2007 (Samstag)                       | 5,97 Mio. | –               | –           | 31,1 %          | [ 14 ] |
| 10. März 2007 (Samstag, Entscheidung)         | 4,11 Mio. | –               | 39,1 %      | 33,6 %          | [ 14 ] |
| 17. März 2007 (Samstag, dritte Mottoshow)     | 5,35 Mio. | 3,69 Mio.       | 17,0 %      | 31,3 %          | [ 15 ] |
| 17. März 2007 (Samstag, Entscheidung)         | 4,27 Mio. | –               | 19,2 %      | 28,7 %          | [ 15 ] |
| 31. März 2007 (Samstag)                       | 4,55 Mio. | 2,99 Mio.       | 14,4 %      | 25,2 %          | [ 16 ] |
| 31. März 2007 (Samstag, Entscheidung)         | –         | 3,17 Mio.       | –           | 47,0 %          | [ 16 ] |
| 7. April 2007 (Samstag)                       | 4,07 Mio. | –               | –           | 25,9 %          | [ 17 ] |
| 7. April 2007 (Samstag, Entscheidung)         | –         | –               | –           | 26,4 %          | [ 17 ] |
| 14. April 2007 (Samstag)                      | 4,16 Mio. | 2,68 Mio.       | 15,6 %      | 28,3 %          | [ 18 ] |
| 5. Mai 2007 (Samstag, Finale)                 | 5,38 Mio. | 3,32 Mio.       | 19,5 %      | 33,4 %          | [ 19 ] |
| 5. Mai 2007 (Samstag, Entscheidung)           | 5,99 Mio. | –               | 30,4 %      | 40,8 %          | [ 19 ] |

Zusätzlich wurde erstmals Deutschland sucht den Superstar – Das Magazin ausgestrahlt. Nina Moghaddam präsentierte im einstündigen Format einen Wochenrückblick sowie Backstage-Berichte.
Mitte April 2007 wurde die Fortsetzung um eine fünfte Staffel bekannt gegeben.

## Kandidaten der Mottoshows
| Platz | Kandidat                                   | Ausgeschieden am | Motto                                                     |
| ----- | ------------------------------------------ | ---------------- | --------------------------------------------------------- |
| 1.    | Mark Medlock                               | Gewinner         | Finale Lied nach Wahl, Staffel- Highlight und Siegertitel |
| 2.    | Martin Stosch (nachgerückt für M. Buskohl) | 5. Mai           | Finale Lied nach Wahl, Staffel- Highlight und Siegertitel |
| 3.    | Lisa Bund                                  | 28. April        | Songs der Jury                                            |
| 4.    | Max Buskohl                                | 22. April        | Rücktritt/Disqualifikation                                |
| –     | Martin Stosch                              | 21. April        | Hits der 70er/Disco und Dedicated to …                    |
| 5.    | Lauren Talbot                              | 14. April        | Die größten Diven und Helden der Musik                    |
| 6.    | Thomas Enns                                | 7. April         | Big Band                                                  |
| 7.    | Francisca Urio                             | 31. März         | Hits von Heute                                            |
| 8.    | Julia Falke                                | 17. März         | Power of Love                                             |
| 9.    | Jonathan Enns                              | 10. März         | Hits der 80er und 90er                                    |
| 10.   | Laura Martin                               | 24. Februar      | Greatest Hits                                             |

## Mottoshows und Resultate
|          | Mottoshow 1 Greatest Hits | Mottoshow 2 Die schönsten Hits der 80er und 90er | Mottoshow 3 Power of Love | Mottoshow 4 Hits von heute | Mottoshow 5 Big Band | Mottoshow 6 Die größten Diven und Helden der Musik | Mottoshow 7 70er Jahre und Dedicated to … | Mottoshow 8 Songs der Jury      | Mottoshow 9 Finale: Wahllied; Staffel-Highlight; Siegertitel |
| -------- | ------------------------- | ------------------------------------------------ | ------------------------- | -------------------------- | -------------------- | -------------------------------------------------- | ----------------------------------------- | ------------------------------- | ------------------------------------------------------------ |
| Platz 1  | Mark 25,85 %              | Mark 30,77 %                                     | Mark 30,43 %              | Mark 31,64 %               | Mark 34,62 %         | Mark 36,06 %                                       | Mark 48,13 %                              | Mark 59,00 %                    | Mark 78,02 %                                                 |
| Platz 2  | Lisa 21,24 %              | Lauren 11,80 %                                   | Lisa 14,99 %              | Lauren 12,38 %             | Max 17,78 %          | Max 19,88 %                                        | Max 19,80 % (freiwilliger Ausstieg)       | Martin 22,27 % (Ersatz für Max) | Martin 21,98 %                                               |
| Platz 3  | Francisca 15,00 %         | Lisa 11,79 %                                     | Max 14,33 %               | Max 11,75 %                | Lisa 15,95 %         | Lisa 19,67 %                                       | Lisa 19,63 %                              | Lisa 18,74 %                    |                                                              |
| Platz 4  | Lauren 07,62 %            | Francisca 10,51 %                                | Francisca 09,59 %         | Lisa 11,74 %               | Lauren 12,65 %       | Martin 15,36 %                                     | Martin 15,43 %                            |                                 |                                                              |
| Platz 5  | Martin 07,59 %            | Max 08,92 %                                      | Thomas 09,34 %            | Thomas 11,42 %             | Martin 10,30 %       | Lauren 09,03 %                                     |                                           |                                 |                                                              |
| Platz 6  | Thomas 06,20 %            | Julia 08,52 %                                    | Martin 09,24 %            | Martin 10,61 %             | Thomas 08,70 %       |                                                    |                                           |                                 |                                                              |
| Platz 7  | Max 06,00 %               | Martin 07,69 %                                   | Lauren 06,83 %            | Francisca 10,46 %          |                      |                                                    |                                           |                                 |                                                              |
| Platz 8  | Jonathan 04,16 %          | Thomas 05,96 %                                   | Julia 05,25 %             |                            |                      |                                                    |                                           |                                 |                                                              |
| Platz 9  | Julia 03,90 %             | Jonathan 04,03 %                                 |                           |                            |                      |                                                    |                                           |                                 |                                                              |
| Platz 10 | Laura 02,45 %             |                                                  |                           |                            |                      |                                                    |                                           |                                 |                                                              |

### Erste Top-20-Show
Die erste Top-20-Show fand am 7. Februar 2007 statt. Ausgeschieden sind Lindsay Stebe und Aleksan Cetinkaya. Roman Lob, der eigentlich in die Top-20-Shows eingezogen war, musste krankheitsbedingt aussetzen.
|  | Startnr. | Name              | Interpret, Lied                             | Bemerkung     | Platzierung |
|  | -------- | ----------------- | ------------------------------------------- | ------------- | ----------- |
|  | 01       | Dennis Haberlach  | Ronan Keating – When You Say Nothing at All | weiter        | 3 (12,81 %) |
|  | 02       | Arcangelo Vigneri | R. Kelly – I Believe I Can Fly              | weiter        | 7 0(3,01 %) |
|  | 03       | Lindsay Stebe     | Cat Stevens – Father and Son                | ausgeschieden | 8 0(2,35 %) |
|  | 04       | Martin Stosch     | Michael Bublé – Home                        | weiter        | 4 (12,11 %) |
|  | 05       | Aleksan Cetinkaya | Richard Marx – Now and Forever              | ausgeschieden | 9 0(1,78 %) |
|  | 06       | Max Buskohl       | Daniel Powter – Bad Day                     | weiter        | 5 0(7,94 %) |
|  | 07       | Jonathan Enns     | Enrique Iglesias – Hero                     | weiter        | 6 0(5,86 %) |
|  | 08       | Thomas Enns       | Elton John – Circle of Life                 | weiter        | 2 (12,89 %) |
|  | 09       | Mark Medlock      | The Commodores – Easy                       | weiter        | 1 (41,25 %) |

### Zweite Top-20-Show
Die zweite Top-20-Show fand am 10. Februar 2007 statt. Ausgeschieden sind Domenika Swoboda, Nebiha Celenler und Madeleine Boly.
|  | Startnr. | Name                       | Interpret, Lied                   | Bemerkung     | Platzierung |
|  | -------- | -------------------------- | --------------------------------- | ------------- | ----------- |
|  | 01       | Laura Martin               | Mariah Carey – Against All Odds   | weiter        | 6 0(4,85 %) |
|  | 02       | Nebiha Celenler            | Silbermond – Durch die Nacht      | ausgeschieden | 9 0(2,24 %) |
|  | 03       | Priscilla Harris           | Chaka Khan – Ain’t Nobody         | weiter        | 7 0(3,65 %) |
|  | 04       | Sarah Jahncke              | Yvonne Catterfeld – Glaub an mich | weiter        | 5 0(6,66 %) |
|  | 05       | Madeleine Boly             | Rihanna – Unfaithful              | ausgeschieden | 10 (0,96 %) |
|  | 06       | Julia Falke                | Pink – Family Portrait            | weiter        | 4 0(7,40 %) |
|  | 07       | Domenika Swoboda (Mrugala) | Juli – Dieses Leben               | ausgeschieden | 8 0(3,39 %) |
|  | 08       | Lauren Talbot              | No Doubt – Don’t Speak            | weiter        | 3 (12,87 %) |
|  | 09       | Francisca Urio             | Mariah Carey – Without You        | weiter        | 2 (19,46 %) |
|  | 10       | Lisa Bund                  | Christina Aguilera – Hurt         | weiter        | 1 (38,52 %) |

### Dritte Top-20-Show
Die dritte Top-20-Show fand am 15. Februar 2007 statt. Ausgeschieden sind Dennis Haberlach, Arcangelo Vigneri und Tristan Iser, der für den kranken Roman Lob nachgerückt war.
|  | Startnr. | Name              | Interpret, Lied                       | Bemerkung     | Platzierung |
|  | -------- | ----------------- | ------------------------------------- | ------------- | ----------- |
|  | 01       | Max Buskohl       | Lynyrd Skynyrd – Sweet Home Alabama   | weiter        | 5 0(9,24 %) |
|  | 02       | Dennis Haberlach  | The Police – Every Breath You Take    | ausgeschieden | 6 0(8,59 %) |
|  | 03       | Arcangelo Vigneri | Zucchero – Senza Una Donna            | ausgeschieden | 7 0(7,26 %) |
|  | 04       | Thomas Enns       | Gary Moore – Still Got the Blues      | weiter        | 4 0(9,66 %) |
|  | 05       | Tristan Iser      | Max Mutzke – Can’t Wait Until Tonight | ausgeschieden | 8 0(0,93 %) |
|  | 06       | Jonathan Enns     | Blue – Breathe Easy                   | weiter        | 3 (10,69 %) |
|  | 07       | Mark Medlock      | Bill Withers – Ain’t No Sunshine      | weiter        | 1 (33,23 %) |
|  | 08       | Martin Stosch     | Westlife – Mandy                      | weiter        | 2 (20,40 %) |

### Vierte Top-20-Show
Die vierte Top-20-Show fand am 17. Februar 2007 statt. Ausgeschieden sind Sarah Jahncke und Priscilla Harris.
|  | Startnr. | Name             | Interpret, Lied                             | Bemerkung     | Platzierung |
|  | -------- | ---------------- | ------------------------------------------- | ------------- | ----------- |
|  | 01       | Julia Falke      | Melissa Etheridge – Like the Way I Do       | weiter        | 4 0(7,53 %) |
|  | 02       | Laura Martin     | Rod Stewart – Have I Told You Lately        | weiter        | 5 0(4,06 %) |
|  | 03       | Lauren Talbot    | Norah Jones – Don’t Know Why                | weiter        | 3 (20,87 %) |
|  | 04       | Priscilla Harris | Tina Turner – What’s Love Got to Do with It | ausgeschieden | 7 0(2,32 %) |
|  | 05       | Sarah Jahncke    | Christina Aguilera – I Turn to You          | ausgeschieden | 6 0(3,84 %) |
|  | 06       | Lisa Bund        | Alicia Keys – A Woman’s Worth               | weiter        | 1 (31,33 %) |
|  | 07       | Francisca Urio   | Oleta Adams – Get Here                      | weiter        | 2 (30,05 %) |

### Erste Mottoshow
Die erste Mottoshow hatte den Titel Greatest Hits und fand am 24. Februar 2007 statt. Ausgeschieden ist Laura Martin.
|  | Startnr. | Name           | Interpret, Lied                                           | Bemerkung     | Platzierung |
|  | -------- | -------------- | --------------------------------------------------------- | ------------- | ----------- |
|  | 01       | Martin Stosch  | Eric Clapton – Tears in Heaven                            | weiter        | 5 0(7,59 %) |
|  | 02       | Julia Falke    | 4 Non Blondes – What’s Up                                 | weiter        | 9 0(3,90 %) |
|  | 03       | Thomas Enns    | Ronan Keating – Iris                                      | weiter        | 6 0(6,20 %) |
|  | 04       | Laura Martin   | Gloria Estefan – Don’t Wanna Lose You                     | ausgeschieden | 10 (2,44 %) |
|  | 05       | Max Buskohl    | Lenny Kravitz – Fly Away                                  | weiter        | 7 0(6,00 %) |
|  | 06       | Lauren Talbot  | Nelly Furtado – I’m Like a Bird                           | weiter        | 4 0(7,62 %) |
|  | 07       | Jonathan Enns  | Robbie Williams – Angels                                  | weiter        | 8 0(4,16 %) |
|  | 08       | Francisca Urio | Christina Aguilera, Pink, Lil’ Kim & Mýa – Lady Marmalade | weiter        | 3 (15,00 %) |
|  | 09       | Mark Medlock   | Lionel Richie – Hello                                     | weiter        | 1 (25,85 %) |
|  | 10       | Lisa Bund      | Kelly Clarkson – Because of You                           | weiter        | 2 (21,24 %) |

### Zweite Mottoshow
Die zweite Mottoshow Hits der 80er und 90er fand am 10. März 2007 statt. Jonathan Enns bekam die wenigsten Anrufe.
|  | Startnr. | Name           | Interpret, Lied                           | Bemerkung     | Platzierung |
|  | -------- | -------------- | ----------------------------------------- | ------------- | ----------- |
|  | 01       | Thomas Enns    | Cutting Crew – (I Just) Died in Your Arms | weiter        | 8 0(5,96 %) |
|  | 02       | Martin Stosch  | Wet Wet Wet – Love Is All Around          | weiter        | 7 0(7,69 %) |
|  | 03       | Francisca Urio | Gladys Knight – Licence to Kill           | weiter        | 4 (10,51 %) |
|  | 04       | Jonathan Enns  | Savage Garden – Truly, Madly, Deeply      | ausgeschieden | 9 0(4,04 %) |
|  | 05       | Max Buskohl    | ZZ Top – Gimme All Your Lovin’            | weiter        | 5 0(8,92 %) |
|  | 06       | Lisa Bund      | Whitney Houston – Greatest Love of All    | weiter        | 3 (11,79 %) |
|  | 07       | Julia Falke    | Bonnie Tyler – Total Eclipse of the Heart | weiter        | 6 0(8,52 %) |
|  | 08       | Lauren Talbot  | Sinéad O’Connor – Nothing Compares 2 U    | weiter        | 2 (11,80 %) |
|  | 09       | Mark Medlock   | Joe Cocker – Unchain My Heart             | weiter        | 1 (30,77 %) |

### Dritte Mottoshow
Die dritte Mottoshow mit dem Titel Power of Love fand am 17. März 2007 statt. Kandidatin Julia Falke hatte an diesem Abend die wenigsten Anrufe.
|  | Startnr. | Name           | Interpret, Lied                                           | Bemerkung     | Platzierung |
|  | -------- | -------------- | --------------------------------------------------------- | ------------- | ----------- |
|  | 01       | Martin Stosch  | Ronan Keating – If Tomorrow Never Comes                   | weiter        | 6 0(9,24 %) |
|  | 02       | Lauren Talbot  | Cyndi Lauper – True Colors                                | weiter        | 7 0(6,83 %) |
|  | 03       | Julia Falke    | Sarah McLachlan – Angel                                   | ausgeschieden | 8 0(5,25 %) |
|  | 04       | Max Buskohl    | 3 Doors Down – Here Without You                           | weiter        | 3 (14,33 %) |
|  | 05       | Mark Medlock   | Lionel Richie – Endless Love                              | weiter        | 1 (30,43 %) |
|  | 06       | Thomas Enns    | Foreigner – I Want to Know What Love Is                   | weiter        | 5 0(9,34 %) |
|  | 07       | Francisca Urio | Alicia Keys – If I Ain’t Got You                          | weiter        | 4 0(9,59 %) |
|  | 08       | Lisa Bund      | Aretha Franklin – (You Make Me Feel Like) A Natural Woman | weiter        | 2 (14,99 %) |

### Vierte Mottoshow
Die vierte Mottoshow hatte den Titel Hits von Heute und wurde am 31. März 2007 ausgestrahlt. Francisca Urio schied aus.
|  | Startnr. | Name           | Interpret, Lied                        | Bemerkung     | Platzierung |
|  | -------- | -------------- | -------------------------------------- | ------------- | ----------- |
|  | 01       | Max Buskohl    | Maroon 5 – This Love                   | weiter        | 3 (11,75 %) |
|  | 02       | Lisa Bund      | Pink – Nobody Knows                    | weiter        | 4 (11,74 %) |
|  | 03       | Martin Stosch  | Jack Johnson – Upside Down             | weiter        | 6 (10,61 %) |
|  | 04       | Lauren Talbot  | Sugababes – Too Lost in You            | weiter        | 2 (12,38 %) |
|  | 05       | Thomas Enns    | Chad Kroeger – Hero                    | weiter        | 5 (11,42 %) |
|  | 06       | Francisca Urio | Christina Aguilera – Beautiful         | ausgeschieden | 7 (10,46 %) |
|  | 07       | Mark Medlock   | James Morrison – You Give Me Something | weiter        | 1 (31,64 %) |

### Fünfte Mottoshow
Die fünfte Mottoshow Big Band fand am 7. April 2007 statt. Thomas Enns bekam die wenigsten Zuschauerstimmen und schied somit aus dem Wettbewerb aus.
|  | Startnr. | Name          | Interpret, Lied                                  | Bemerkung     | Platzierung |
|  | -------- | ------------- | ------------------------------------------------ | ------------- | ----------- |
|  | 01       | Martin Stosch | Frank Sinatra – Night and Day                    | weiter        | 5 (10,30 %) |
|  | 02       | Thomas Enns   | Frank Sinatra – You Are the Sunshine of My Life  | ausgeschieden | 6 0(8,70 %) |
|  | 03       | Max Buskohl   | Ray Charles – Hit the Road, Jack                 | weiter        | 2 (17,78 %) |
|  | 04       | Lauren Talbot | Ella Fitzgerald – Summertime                     | weiter        | 4 (12,56 %) |
|  | 05       | Mark Medlock  | Nat King Cole – Unforgettable                    | weiter        | 1 (34,62 %) |
|  | 06       | Lisa Bund     | Dinah Washington – What a Diff’rence a Day Makes | weiter        | 3 (15,95 %) |

### Sechste Mottoshow
Die sechste Mottoshow vom 14. April 2007 stand unter dem Motto Die größten Diven und Helden der Musik. Kandidatin Lauren Talbot hatte an diesem Abend die wenigsten Anrufe.
Lisa Bund ist somit das letzte verbleibende Mädchen dieser Staffel.
|  | Startnr. | Name          | 1. Interpret, Lied                             | 2. Interpret, Lied                      | Bemerkung     | Platzierung |
|  | -------- | ------------- | ---------------------------------------------- | --------------------------------------- | ------------- | ----------- |
|  | 01       | Max Buskohl   | Kiss – I Was Made for Lovin’ You               | Elvis Presley – Suspicious Minds        | weiter        | 2 (19,88 %) |
|  | 02       | Lauren Talbot | Madonna – Secret                               | Sting – Fields of Gold                  | ausgeschieden | 5 0(9,03 %) |
|  | 03       | Mark Medlock  | Marvin Gaye – I Heard It Through the Grapevine | Lionel Richie – Three Times a Lady      | weiter        | 1 (36,06 %) |
|  | 04       | Martin Stosch | Queen – Crazy Little Thing Called Love         | Robbie Williams – She’s the One         | weiter        | 4 (15,36 %) |
|  | 05       | Lisa Bund     | Pink – Who Knew                                | Herbert Grönemeyer – Flugzeuge im Bauch | weiter        | 3 (19,67 %) |

### Siebte Mottoshow
Die siebte Mottoshow fand am 21. April 2007 statt. Das Motto lautete Hits der 70er/Disco und Dedicated to …. Die Kandidaten sangen zuerst einen Song aus den 1970ern bzw. einen Discoknaller und danach einen Song, den sie jemandem bestimmten widmeten. Martin Stosch hatte am Ende des Abends die wenigsten Zuschauerstimmen.
Max Buskohl stieg jedoch während der kommenden Woche freiwillig aus und Martin Stosch konnte somit nachrücken.
|  | Startnr. | Name          | 1. Interpret, Lied                               | 2. Interpret, Lied                  | Bemerkung                                           | Platzierung |
|  | -------- | ------------- | ------------------------------------------------ | ----------------------------------- | --------------------------------------------------- | ----------- |
|  | 01       | Martin Stosch | The Real Thing – You to Me Are Everything        | Söhne Mannheims – Und wenn ein Lied | ausgeschieden, weiter nach Ausstieg von Max Buskohl | 4 (15,43 %) |
|  | 02       | Max Buskohl   | Free – All Right Now                             | The Killers – When You Were Young   | weiter, späterer Ausstieg                           | 2 (19,80 %) |
|  | 03       | Lisa Bund     | Weather Girls – It’s Raining Men                 | Silbermond – Das Beste              | weiter                                              | 3 (16,64 %) |
|  | 04       | Mark Medlock  | Barry White – The First, the Last, My Everything | Ben E. King – Stand by Me           | weiter                                              | 1 (48,13 %) |

### Halbfinale
Martin Stosch, Lisa Bund und Mark Medlock kämpften am 28. April 2007 um die beiden Tickets ins Finale. Erstmals in dieser Staffel sang jeder Kandidat drei Songs. Das Motto des Halbfinales lautete Songs der Jury. Jedes Jurymitglied wählte für jeden Kandidaten jeweils einen Song.
Martin Stosch und Mark Medlock wurden von den Zuschauern ins Finale gewählt. Lisa Bund hatte somit nicht genug Anrufe und schied kurz vor dem Finale aus. Bund ist das beste Mädchen der 4. Staffel von Deutschland sucht den Superstar.
|  | Startnr. | Name          | 1. Interpret, Lied                      | 2. Interpret, Lied        | 3. Interpret, Lied                              | Bemerkung     | Platzierung |
|  | -------- | ------------- | --------------------------------------- | ------------------------- | ----------------------------------------------- | ------------- | ----------- |
|  | 01       | Martin Stosch | Status Quo – Rockin’ All Over the World | Maroon 5 – Sunday Morning | All-4-One – I Swear                             | weiter        | 2 (22,26 %) |
|  | 02       | Lisa Bund     | Mother’s Finest – Baby Love             | Juli – Geile Zeit         | Faith Hill – There You’ll Be                    | ausgeschieden | 3 (18,74 %) |
|  | 03       | Mark Medlock  | Joe Cocker – You Can Leave Your Hat On  | The Temptations – My Girl | Otis Redding – (Sittin' On) The Dock of the Bay | weiter        | 1 (59,00 %) |

### Finale
Am 5. Mai kämpften Martin Stosch und Mark Medlock um den Titel Superstar 2007. In der ersten Runde sangen die Kontrahenten ein Lied ihrer Wahl, danach einen Song, den sie bereits in einer Liveshow gesungen haben und in der dritten Runde sang jeder seinen Siegertitel.
Mark Medlock ist der Sieger der vierten Staffel und somit Superstar 2007.
Nach der Show moderierte Frauke Ludowig, wie im vorherigen Jahr, Explosiv Spezial – Die Nacht der Superstars.
|  | Startnr. | Name          | 1. Interpret, Lied                      | 2. Interpret, Lied                     | 3. Interpret, Lied                                                               | Bemerkung | Platzierung |
|  | -------- | ------------- | --------------------------------------- | -------------------------------------- | -------------------------------------------------------------------------------- | --------- | ----------- |
|  | 01       | Martin Stosch | Ronan Keating – Life Is a Rollercoaster | Queen – Crazy Little Thing Called Love | I Can Reach Heaven From Here (Finalkomposition, geschrieben von Jörgen Elofsson) | 2. Platz  | 2 (21,98 %) |
|  | 02       | Mark Medlock  | Louis Armstrong – Wonderful World       | The Commodores – Easy                  | Now or Never (Finalkomposition, geschrieben von Dieter Bohlen)                   | Sieger    | 1 (78,02 %) |